# Toru Yoshida
Toru Yoshida (吉田 暢, Yoshida Toru) est un footballeur japonais né le 17 mai 1965 dans la préfecture d'Iwate au Japon.